# 一眉道人
《一眉道人》是林正英執導的香港電影，林正英、錢小豪、呂方主演。這部片是中國道士遇上西洋殭屍(吸血鬼)與片頭芭蕉成精，不同於1989年之前的殭屍片。

## 劇情概要
一眉道長所在的村落中有一座殘舊的教堂，修女瑪利亞前往重開教堂，剛巧村裡無水可用，村長找一眉道長勘察地理來尋找問題的源頭，發現是村中突然多出大量蝙蝠，並棲身於此教堂裡。
後來知道教堂在多年前由傳教士祈神父及另一位神父到此傳教，誰知兩位神父「受到魔鬼的襲擊」，祈神父自殺，另一位神父則不知所終。
一眉道長在挖掘水井時，卻被蝙蝠改變指示而挖到一具乾屍，表妹見到屍體上鑲有寶石的匕首，便起了貪念，讓隊長命人安置在房間，在取出寶石的過程，隊長不慎撞到劍上的寶石，流了鼻血，而使屍體染血，引起屍變，變成吸血鬼，表妹成了第一位犧牲者。原來當年另一位失蹤的神父正是此吸血鬼。
另一邊廂，阿豪玩性興起，要阿方讓女鬼附身，阿方因此得知女鬼的身世，兩徒弟求師父幫助，並開始尋找女鬼屍體，最後在孔明燈指引下而尋獲，但阿方卻粗枝大葉，驚動了廢墟裡的吸血鬼，幸好在師父救援才化解這場危機。後來修女不堪蝙蝠其擾，向阿豪與阿方求救，火燒網縛蝙蝠惹來吸血鬼追殺，一眉道長這時趕來，師徒們展開一連串伏魔戰……。

## 演員
| 演員         | 角色     | 備註                 |
| 林正英       | 一眉道長 |                      |
| 錢小豪       | 阿豪     | 一眉道長徒弟         |
| 呂方         | 阿方     | 一眉道長徒弟         |
| 樓南光       |          | 隊長                 |
| 吳君如       |          | 隊長表妹             |
| 瑪俐亞       |          | 教堂院長             |
| 林正宏       |          | 小殭屍               |
| 劉玉婷       |          | 遭逼娼不遂，被殺     |
| Frank Juhasz |          | 吸血鬼               |
| 葉瑣         |          | 芭蕉精               |
| 簡慧真       |          | 修女                 |
| 陳佩珊       |          | 修女                 |
| 錢月笙       | 少根筋   | 向一眉道長求助之村民 |
| 羅青浩       |          | 偷佔阿方車位         |
| 黃智強       |          | 欲強上之嫖客         |
| 李擎柱       |          | 妓院老闆             |
| 陳敬         |          | 妓院老闆             |
| 李志傑       |          | 隊長手下             |
| 陳明偉       |          | 隊長手下             |
| 林富偉       |          | 隊長手下             |
| 夏澤信       |          | 隊長手下             |
| 林雪         |          |                      |
| 張永漢       |          | 妓院老闆手下         |
| 韓年生       |          | 妓院老闆手下         |
| 李華幹       |          | 與村長一同勘察水源   |
| 麥樹燊       |          |                      |
| 吳良         |          | 村長                 |

## 外部連結
- 香港電影資料館 一眉道人
- 香港影庫上《一眉道人》的資料（繁體中文）
- 開眼電影網上《一眉道人》的資料（繁體中文）
- 豆瓣电影上《一眉道人》的資料 （简体中文）
- 时光网上《一眉道人》的資料（简体中文）
- AllMovie上《一眉道人》的资料（英文）
- 爛番茄上《一眉道人》的資料（英文）
- 互联网电影数据库（IMDb）上《一眉道人》的资料（英文）